# قلعه پاشنه داران
قلعه پاشنه داران مربوط به دوره قاجار است و در شهرستان عشق‌آباد، روستای پاشنه داران واقع شده و این اثر در تاریخ ۲۰ اردیبهشت ۱۳۸۶ با شمارهٔ ثبت ۱۹۰۸۸ به‌عنوان یکی از آثار ملی ایران به ثبت رسیده است.